# Kathedraal van Palma
De kathedraal van Santa María van Palma, vaak in de volksmond La Seu genoemd, is een gotische rooms-katholieke kathedraal in de Spaanse stad Palma op het eiland Mallorca.

## Geschiedenis
De kathedraal werd gebouwd door de Kroon van Aragón op de plaats van een moskee uit de tijd van de Moren. De bouw begon in 1229 op vraag van Jacobus I van Aragón maar was pas voltooid in 1601.
In 1901, vijftig jaar nadat de restauratie begonnen was, nam Antoni Gaudí het project over. Sommige van zijn ideeën werden overgenomen, zoals het verplaatsen van de koorbanken van het midden van het schip om dichter bij het altaar te staan eveneens als een grote luifel. In 1914 stopte hij echter zijn opdracht door een ruzie met de aannemer. De geplande veranderingen waren eerder cosmetisch dan structureel en het project werd kort daarna afgeblazen.
In 1905 werd de kathedraal tot basilica minor verheven.

## Beschrijving
Het gebouw is gebouwd in Catalaanse gotische stijl met Noord-Europese invloeden. De kathedraal is 121 meter lang, 55 meter wijd en het schip is 44 meter hoog. Daarmee behoort de kathedraal tot de kerken met het hoogste schip.
De kathedraal staat in de oude stad van Palma op de oude citadel van de Romeinse stad, tussen het koninklijk paleis La Almudaina en het bisschoppelijk paleis. De plaats geeft uitzicht op het Parc de la Mar en de Middellandse Zee.